# Crepidodera browni
Crepidodera browni là một loài bọ cánh cứng trong họ Chrysomelidae. Loài này được Parry miêu tả khoa học năm 1986.